# Гамільтон (Вісконсин)
Гамільтон (англ. Hamilton) — місто (англ. town) в США, в окрузі Ла-Кросс штату Вісконсин. Населення — 2428 осіб (2020).

## Демографія
Згідно з переписом 2010 року, у місті мешкало 2436 осіб у 842 домогосподарствах у складі 701 родини. Було 882 помешкання
Расовий склад населення:
| - 98,2 % — білих - 0,9 % — азіатів - 0,3 % — чорних або афроамериканців |

До двох чи більше рас належало 0,4 %. Частка іспаномовних становила 0,4 % від усіх жителів.
За віковим діапазоном населення розподілялося таким чином: 27,2 % — особи молодші 18 років, 62,4 % — особи у віці 18—64 років, 10,4 % — особи у віці 65 років та старші. Медіана віку мешканця становила 40,5 року. На 100 осіб жіночої статі у місті припадало 100,2 чоловіків;  на 100 жінок у віці від 18 років та старших — 101,2 чоловіків також старших 18 років.
Середній дохід на одне домашнє господарство  становив 105 397 доларів США (медіана — 92 596), а середній дохід на одну сім'ю — 114 536 доларів (медіана — 98 250). Медіана доходів становила 58 654 долари для чоловіків та 39 519 доларів для жінок. За межею бідності перебувало 2,9 % осіб, у тому числі 2,8 % дітей у віці до 18 років та 4,3 % осіб у віці 65 років та старших.
Цивільне працевлаштоване населення становило 1427 осіб. Основні галузі зайнятості: освіта, охорона здоров'я та соціальна допомога — 32,0 %, виробництво — 13,5 %, роздрібна торгівля — 9,2 %, науковці, спеціалісти, менеджери — 8,1 %.